# رکود بزرگ در ایالات متحده

در طول تاریخ ایالات متحده، رکود بزرگ با سقوط وال استریت در اکتبر ۱۹۲۹ میلادی آغاز شد و سپس در سراسر جهان گسترش یافت. این دوره در ۱۹۳۱–۱۹۳۳ آغاز شد و «بهبود و بازیابی» از آن در سال ۱۹۴۰ میلادی اتفاق افتاد. سقوط بازار سهام یک دهه آمار بیکاری بالا، فقر، سود کم، کاهش تورم، کاهش درآمد مزارع و از دست دادن فرصت‌ها برای رشد اقتصادی و همچنین برای پیشرفت شخصی را در ایالات متحده آغاز کرد. در مجموع و در طول دوره رکود بزرگ، اعتماد عمومی به آینده اقتصادی از دست رفت.
توضیحات معمول برای روی دادن رکود بزرگ شامل عوامل متعددی، به ویژه بدهی بالای مصرف‌کننده، بازارهای کنترل‌نشده که اجازه وام‌های بیش از حد خوش‌بینانه توسط بانک‌ها و سرمایه‌گذاران را می‌دهد، و فقدان صنایع جدید با رشد بالا است. همه این عوامل با یکدیگر برای ایجاد یک مارپیچ اقتصادی نزولی از کاهش هزینه‌ها، کاهش اعتماد و کاهش تولید در تعامل بودند. صنایعی که بیشترین آسیب را دیدند شامل ساخت و ساز، کشتیرانی، معدن، چوب بری و کشاورزی بودند. همچنین تولید کالاهای بادوام مانند خودرو و لوازم خانگی که مصرف‌کنندگان می‌توانند خرید آن‌ها را به تعویق بیندازند، ضربه سختی خوردند. اقتصاد در زمستان ۱۹۳۲–۱۹۳۳ به بدترین حالت خود رسید و سپس چهار سال رشد داشت تا اینکه رکود ۱۹۳۷-۱۹۳۸ سطوح بالای بیکاری را بازگرداند.
رکود اقتصادی باعث تغییرات سیاسی عمده در آمریکا شد. سه سال پس از رکود، هربرت هوور، ریس جمهور ایالات متحده، که به‌طور گسترده به خاطر کم‌کاری برای مبارزه با بحران سرزنش می‌شد، در انتخابات سال ۱۹۳۲ از فرانکلین دلانو روزولت با قاطعیت شکست خورد. طرح احیای اقتصادی روزولت با نام نیو دیل، برنامه‌های بی‌سابقه‌ای را برای امداد، بهبودی و اصلاحاتی را به وجود آورد که یک هم‌سویی اساسی سیاستی با حاکمیت لیبرالیسم و محافظه‌کاری را تا سال ۱۹۳۸ میلادی در ایالات متحده به ارمغان آورد.
مهاجرت انبوه مردم از مناطق بسیار آسیب دیده در «دشت‌های بزرگ» و در جنوب به مکان‌هایی مانند کالیفرنیا و شهرهای شمال (مهاجرت بزرگ) صورت گرفت. تنش‌های نژادی نیز در این مدت افزایش یافت.
خاطره جمعی رکود نظریه‌های مدرن دولت و اقتصاد را شکل داد و منجر به تغییرات زیادی در نحوه برخورد دولت با رکود اقتصادی شد. از این تغییرات می‌توان به استفاده از بسته‌های محرک اقتصادی، اقتصاد کینزی و تامین اجتماعی اشاره کرد. این دوره همچنین بخشی از ادبیات مدرن آمریکا را شکل داد و در نتیجه رمان‌های معروفی مانند خوشه‌های خشم جان اشتاین‌بک و موش‌ها و آدم‌ها در این دوره به وجود آمد.

## نگارخانه

تولید ناخالص داخلی واقعی سالانه ایالات متحده از ۱۹۱۰ تا ۱۹۶۰. سال‌های رکود بزرگ (۱۹۲۹-۱۹۳۹) پررنگ شده‌اند.
نرخ بیکاری در ایالات متحده ۱۹۱۰-۱۹۶۰، با سال‌های رکود بزرگ (۱۹۲۹-۱۹۳۹). داده‌های دقیق در سال ۱۹۳۹ شروع می‌شود که با یک خط آبی نشان داده می‌شود.
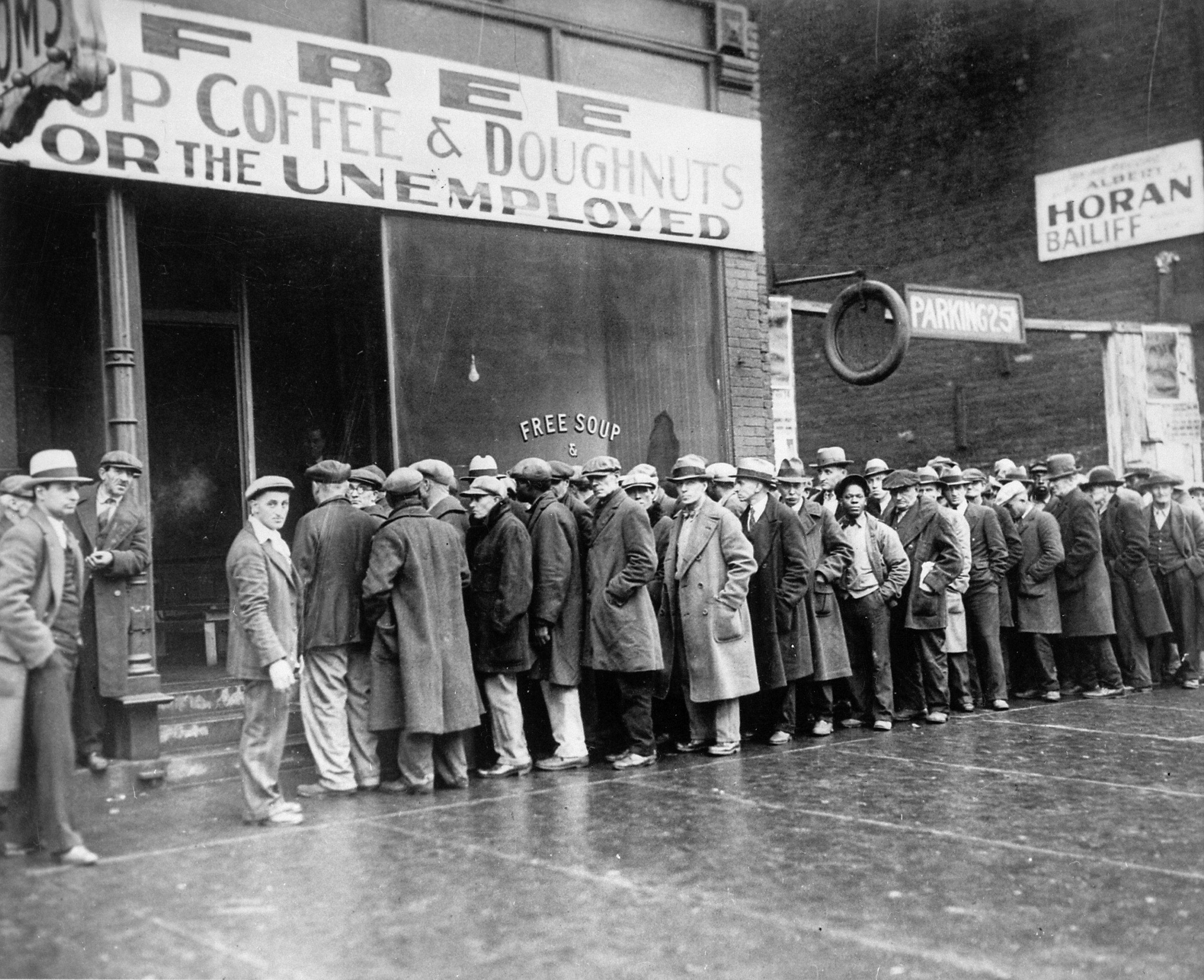
مردان بیکار بیرون از یک آشپزخانه در شیکاگو ، ۱۹۳۱

### تاریخ‌نگاری
- Cargill, Thomas F. , and Thomas Mayer. “The Great Depression and History Textbooks. ” History Teacher 31#4 (1998), pp. 441–458. online, discusses causation
- Parker, Randall E. , ed. Reflections on the Great Depression (2002) interviews with 11 leading economists
- Romasco, Albert U. "Hoover-Roosevelt and the Great Depression: A Historiographic Inquiry into a Perennial Comparison." In John Braeman, Robert H. Bremner and David Brody, eds. The New Deal: The National Level (1973) v 1 pp. 3–26.
- Szostak, Rick. "Evaluating the historiography of the Great Depression: explanation or single‐theory driven?." Journal of Economic Methodology 12.1 (2005): 35–61.